# GP Antalya
O GP Antalya é uma carreira ciclista turca que se celebra no mês de fevereiro ao redor de Antália na província de Antália. A carreira organizou-se pela primeira vez no ano de 2020 e faz parte do UCI Europe Tour baixo a categoria 1.2.

## Palmarés
| Ano  | Vencedor                | Segundo         | Terceiro       |
| ---- | ----------------------- | --------------- | -------------- |
| 2020 | Maxim Piskunov          | Filippo Fortin  | Alexei Shnyrko |
| 2024 | Ma Binyan               | Natnael Berhane | Ruslan Aliyev  |
| 2025 | Wan Abdul Rahman Hamdan | Ramazan Yilmaz  | Emre Kaplan    |

## Palmarés por países
| País   | Vitórias |
| ------ | -------- |
| Rússia | 1        |